# Syngrapha sierrae
Syngrapha sierrae är en fjärilsart som beskrevs av Ottolengui 1919. Syngrapha sierrae ingår i släktet Syngrapha och familjen nattflyn. Inga underarter finns listade i Catalogue of Life.